# Zwerf' on
Zwerf' on kwam uit als bonus-cd bij het debuutalbum Acda en De Munnik van het Nederlandse cabaret- en zangduo Acda en De Munnik uit 1997.
Het album bevat nummers die ze aanvankelijk in hun kleinkunstprogramma gebruikten. Naar aanleiding van deze nummers werd Acda en de Munnik een platencontract aangeboden door Sony Music.

## Nummers
1. Introductie - 1:07
2. On the Road I - 1:31
3. Drie keer vallen - 2:22 (Thomas Acda, Michiel van Rees-Vellinga)
4. Johnson - 4:01
5. Het geeft niet - 3:14 (Paul de Munnik)
6. Interview - 3:57
7. Reünie - 8:15
8. La valse à mille temps - 5:03 (Jacques Brel)
9. On the Road II - 2:56
10. Dag Esmee - 3:40 (Acda)
11. Dialoog - 1:10
12. Goeroe - 4:04
13. Sjonnie - 4:13
14. Voorbeelden - 0:54
15. De vrolijke begrafenis van de hippe oude Herman - 2:46
16. Als het vuur gedoofd is - 3:52 (Acda, De Munnik)
17. Gezellig - 3:55
18. Lopen tot de zon komt - 3:36 (Acda, De Munnik)
19. Joe's Diner - 2:56
20. Zwerver met een wekker - 2:59
21. De stad Amsterdam - 2:14 (Gérard Jouannest, Jacques Brel, Ernst van Altena)
22. On the Road III - 4:37

## Medewerkers
- Thomas Acda - Tekst en muziek, gitaar, mondharmonica
- Paul de Munnik - Tekst en muziek, piano
- David Middelhoff - Muzikale begeleiding
- Ruut Weissman - Regie
- Rob Lijten - Zaaltechniek
- Robert van Delft - Zaaltechniek
- Diederik van Vleuten - Muzikale adviezen
- André Veltkamp - Dramaturgische adviezen
- Martijn Breebaart - Muziekband 'La Valse ...'
- Bart Wagemakers - Productie en mixage
- Ine de Boer, La Bloemen productions - Management